# Надпис от Балши
Надписът от Балши е летописен надпис от времето на Борис I (852 – 889), посветен на покръстването на българите.

## История
Открит е от австроунгарски войници по време на Първата световна война върху каменен стълб в манастирски развалини край с. Балши (на около 25 километра югозападно от Берат, Албания) през декември 1917 г. Надписът е издълбан на мраморен стълб. В горната част на стълба има български летописен надпис, а в долната – по-късен надгробен надпис на латински на норманския военачалник Робер дьо Монфор, загинал през 1108 г.
Представлява важен извор за покръстването на българите и за югозападната граница на българската държава от онова време. В краткото житие на Климент Охридски, написано от охридския архиепископ Димитър Хоматиан в началото на XII век, се говори и за други подобни каменни стълбове в района на Главиница в днешна Албания, в които се съобщавало за кръщението на българите. Хоматиан дори отдава издигането им на Климент Охридски:
„Той (Климент) ни е оставил в Охрид такива възпоминания и свещени книги, както и собствените трудове на своята висока мисъл и ръка, които са почитани и тачени от целия народ не по-малко от богонаписаните Мойсееви плочи. А в Кефаления (Главиница) могат да се видят запазени и до наше време каменни стълбове, върху които са вдълбани букви, отбелязващи приобщаването и присъединяването на народа към Христа.“
Сегашното местонахождение на каменния стълб с надписа не е известно. През първата половина на ХХ век е съхраняван в музей в град Драч (днес Дуръс). В Археологическия музей в София се съхранява гипсов отпечатък на надписа.